# Panamerikanische Spiele 2011/Taekwondo
Bei den Panamerikanischen Spielen 2011 in Guadalajara, Mexiko wurden vom 15. bis 18. Oktober 2011 insgesamt acht Wettbewerbe im Taekwondo ausgetragen, jeweils vier für Frauen und Männer.
Die Einteilung der acht Gewichtsklassen entsprach der bei Olympischen Spielen ausgetragenen Wettbewerben, es fanden Wettbewerbe im Fliegen-, Feder-, Welter- und Schwergewicht statt. Die erfolgreichsten Nationen waren Kuba, Kanada und die Dominikanische Republik mit jeweils zwei Goldmedaillen, gefolgt von Mexiko und Argentinien mit jeweils einem Erfolg.

## Teilnehmer
Insgesamt nahmen 109 Taekwondoin aus 32 verschiedenen Ländern an den Wettbewerben teil, darunter 49 Frauen und 60 Männer.
| Teilnehmende Nationen mit Anzahl der Athleten (Frauen/Männer)                                                                               | Teilnehmende Nationen mit Anzahl der Athleten (Frauen/Männer)                                                                       | Teilnehmende Nationen mit Anzahl der Athleten (Frauen/Männer)                                                                  | Teilnehmende Nationen mit Anzahl der Athleten (Frauen/Männer)                                                                | Teilnehmende Nationen mit Anzahl der Athleten (Frauen/Männer) |
| --- | --- | --- | --- | ------------------------------------------------------------- |
| Amerikanische Jungferninseln (0/1) Argentinien (3/3) Aruba (0/2) Barbados (0/1) Bolivien (1/0) Brasilien (3/3) Chile (2/2) Costa Rica (1/2) | Dominikanische Republik (4/3) Ecuador (1/1) El Salvador (1/0) Grenada (1/0) Guatemala (2/4) Guyana (0/1) Haiti (0/1) Honduras (1/1) | Jamaika (0/2) Kanada (4/4) Kolumbien (4/3) Kuba (4/4) Mexiko (4/4) Nicaragua (0/1) Niederländische Antillen (0/1) Panama (1/1) | Paraguay (0/1) Peru (2/1) Puerto Rico (4/2) Suriname (0/1) Trinidad und Tobago (0/1) Uruguay (0/1) USA (4/4) Venezuela (2/4) |                                                               |

## Medaillengewinner

### Frauen
| Gewichtsklasse | Gold              | Silber               | Bronze              |
| -------------- | ----------------- | -------------------- | ------------------- |
| bis 49 kg      | Ivett Gonda       | Lizbeth Diez Canseco | Janet Alegría       |
| bis 49 kg      | Ivett Gonda       | Lizbeth Diez Canseco | Deireanne Morales   |
| bis 57 kg      | Irma Contreras    | Doris Patiño         | Nicole Palma        |
| bis 57 kg      | Irma Contreras    | Doris Patiño         | Yeny Contreras      |
| bis 67 kg      | Melissa Pagnotta  | Paige McPherson      | Katherine Rodríguez |
| bis 67 kg      | Melissa Pagnotta  | Paige McPherson      | Taimi Castellanos   |
| über 67 kg     | Glenhis Hernández | Nikki Martínez       | Guadalupe Ruiz      |
| über 67 kg     | Glenhis Hernández | Nikki Martínez       | Lauren Cahoon       |

### Männer
| Gewichtsklasse | Gold                 | Silber         | Bronze                    |
| -------------- | -------------------- | -------------- | ------------------------- |
| bis 58 kg      | Yulis Mercedes       | Damián Villa   | Frank Diaz                |
| bis 58 kg      | Yulis Mercedes       | Damián Villa   | Márcio Ferreira           |
| bis 68 kg      | Jhohanny Jean        | Ángel Mora     | Terrence Jennings         |
| bis 68 kg      | Jhohanny Jean        | Ángel Mora     | Mario Guerra              |
| bis 80 kg      | Sebastián Crismanich | Carlos Vázquez | Stuardo Solórzano         |
| bis 80 kg      | Sebastián Crismanich | Carlos Vázquez | Uriel Adriano             |
| über 80 kg     | Robelis Despaigne    | Juan Díaz      | François Coulombe-Fortier |
| über 80 kg     | Robelis Despaigne    | Juan Díaz      | Stephen Lambdin           |

## Ergebnisse

### Frauen
Klasse bis 49 kg

|  | Halbfinale         | Halbfinale           | Halbfinale |  |  | Finale | Finale               | Finale |
|  |                    |                      |            |  |  |        |                      |        |
|  |                    |                      |            |  |  |        |                      |        |
|  | Mexiko             | Janet Alegría        | 14         |  |  |        |                      |        |
|  | Peru               | Lizbeth Diez Canseco | 15         |  |  |        |                      |        |
|  |                    |                      |            |  |  | Peru   | Lizbeth Diez Canseco | 6      |
|  |                    |                      |            |  |  | Kanada | Ivett Gonda          | 13     |
|  | Kanada             | Ivett Gonda          | 8          |  |  |        |                      |        |
|  | Vereinigte Staaten | Deireanne Morales    | 3          |  |  |        |                      |        |
|  |                    |                      |            |  |  |        |                      |        |

Datum: 15. Oktober 2011, 14 Teilnehmerinnen
Klasse bis 57 kg

|  | Halbfinale         | Halbfinale     | Halbfinale |  |  | Finale    | Finale         | Finale |
|  |                    |                |            |  |  |           |                |        |
|  |                    |                |            |  |  |           |                |        |
|  | Vereinigte Staaten | Nicole Palma   | 7          |  |  |           |                |        |
|  | Mexiko             | Irma Contreras | 9          |  |  |           |                |        |
|  |                    |                |            |  |  | Mexiko    | Irma Contreras | 4      |
|  |                    |                |            |  |  | Kolumbien | Doris Patiño   | 3      |
|  | Chile              | Yeny Contreras | 5          |  |  |           |                |        |
|  | Kolumbien          | Doris Patiño   | 6          |  |  |           |                |        |
|  |                    |                |            |  |  |           |                |        |

Datum: 16. Oktober 2011, 13 Teilnehmerinnen
Klasse bis 67 kg

|  | Halbfinale              | Halbfinale          | Halbfinale |  |  | Finale             | Finale           | Finale |
|  |                         |                     |            |  |  |                    |                  |        |
|  |                         |                     |            |  |  |                    |                  |        |
|  | Kanada                  | Melissa Pagnotta    | 15         |  |  |                    |                  |        |
|  | Dominikanische Republik | Katherine Rodríguez | 9          |  |  |                    |                  |        |
|  |                         |                     |            |  |  | Kanada             | Melissa Pagnotta | 7      |
|  |                         |                     |            |  |  | Vereinigte Staaten | Paige McPherson  | 6      |
|  | Vereinigte Staaten      | Paige McPherson     | 4          |  |  |                    |                  |        |
|  | Kuba                    | Taimi Castellanos   | 1          |  |  |                    |                  |        |
|  |                         |                     |            |  |  |                    |                  |        |

Datum: 17. Oktober 2011, 13 Teilnehmerinnen
Klasse über 67 kg

|  | Halbfinale         | Halbfinale        | Halbfinale |  |  | Finale      | Finale            | Finale |
|  |                    |                   |            |  |  |             |                   |        |
|  |                    |                   |            |  |  |             |                   |        |
|  | Mexiko             | Guadalupe Ruiz    | 8          |  |  |             |                   |        |
|  | Puerto Rico        | Nikki Martínez    | 9          |  |  |             |                   |        |
|  |                    |                   |            |  |  | Puerto Rico | Nikki Martínez    | 0      |
|  |                    |                   |            |  |  | Kuba        | Glenhis Hernández | 13     |
|  | Kuba               | Glenhis Hernández | 4          |  |  |             |                   |        |
|  | Vereinigte Staaten | Lauren Cahoon     | 1          |  |  |             |                   |        |
|  |                    |                   |            |  |  |             |                   |        |

Datum: 18. Oktober 2011, 9 Teilnehmerinnen

### Männer
Klasse bis 58 kg

|  | Halbfinale              | Halbfinale      | Halbfinale |  |  | Finale                  | Finale         | Finale |
|  |                         |                 |            |  |  |                         |                |        |
|  |                         |                 |            |  |  |                         |                |        |
|  | Dominikanische Republik | Yulis Mercedes  | 11         |  |  |                         |                |        |
|  | Kuba                    | Frank Diaz      | 3          |  |  |                         |                |        |
|  |                         |                 |            |  |  | Dominikanische Republik | Yulis Mercedes | 8      |
|  |                         |                 |            |  |  | Mexiko                  | Damián Villa   | 7      |
|  | Mexiko                  | Damián Villa    | 17         |  |  |                         |                |        |
|  | Brasilien               | Márcio Ferreira | 10         |  |  |                         |                |        |
|  |                         |                 |            |  |  |                         |                |        |

Datum: 15. Oktober 2011, 14 Teilnehmer
Klasse bis 68 kg

|  | Halbfinale              | Halbfinale        | Halbfinale |  |  | Finale                  | Finale        | Finale |
|  |                         |                   |            |  |  |                         |               |        |
|  |                         |                   |            |  |  |                         |               |        |
|  | Vereinigte Staaten      | Terrence Jennings | 7          |  |  |                         |               |        |
|  | Dominikanische Republik | Jhohanny Jean     | 9          |  |  |                         |               |        |
|  |                         |                   |            |  |  | Dominikanische Republik | Jhohanny Jean | 8      |
|  |                         |                   |            |  |  | Kuba                    | Ángel Mora    | 7      |
|  | Chile                   | Mario Guerra      | 6          |  |  |                         |               |        |
|  | Kuba                    | Ángel Mora        | 12         |  |  |                         |               |        |
|  |                         |                   |            |  |  |                         |               |        |

Datum: 16. Oktober 2011, 16 Teilnehmer
Klasse bis 80 kg

|  | Halbfinale  | Halbfinale           | Halbfinale |  |  | Finale      | Finale               | Finale |
|  |             |                      |            |  |  |             |                      |        |
|  |             |                      |            |  |  |             |                      |        |
|  | Argentinien | Sebastián Crismanich | 8          |  |  |             |                      |        |
|  | Guatemala   | Stuardo Solórzano    | 1          |  |  |             |                      |        |
|  |             |                      |            |  |  | Argentinien | Sebastián Crismanich | 12     |
|  |             |                      |            |  |  | Venezuela   | Carlos Vázquez       | 9      |
|  | Venezuela   | Carlos Vázquez       | 9          |  |  |             |                      |        |
|  | Mexiko      | Uriel Adriano        | 8          |  |  |             |                      |        |
|  |             |                      |            |  |  |             |                      |        |

Datum: 17. Oktober 2011, 15 Teilnehmer
Klasse über 80 kg

|  | Halbfinale         | Halbfinale                | Halbfinale |  |  | Finale    | Finale            | Finale |
|  |                    |                           |            |  |  |           |                   |        |
|  |                    |                           |            |  |  |           |                   |        |
|  | Kanada             | François Coulombe-Fortier | 3          |  |  |           |                   |        |
|  | Kuba               | Robelis Despaigne         | 5          |  |  |           |                   |        |
|  |                    |                           |            |  |  | Kuba      | Robelis Despaigne | 15     |
|  |                    |                           |            |  |  | Venezuela | Juan Díaz         | 5      |
|  | Vereinigte Staaten | Stephen Lambdin           | 3          |  |  |           |                   |        |
|  | Venezuela          | Juan Díaz                 | 7          |  |  |           |                   |        |
|  |                    |                           |            |  |  |           |                   |        |

Datum: 18. Oktober 2011, 15 Teilnehmer

## Medaillenspiegel
| Platz  | Land                    | Gold | Silber | Bronze | Gesamt |
| ------ | ----------------------- | ---- | ------ | ------ | ------ |
| 1      | Kuba                    | 2    | 1      | 2      | 5      |
| 2      | Dominikanische Republik | 2    | –      | 1      | 3      |
|        | Kanada                  | 2    | –      | 1      | 3      |
| 4      | Mexiko                  | 1    | 1      | 3      | 5      |
| 5      | Argentinien             | 1    | –      | –      | 1      |
| 6      | Venezuela               | –    | 2      | –      | 2      |
| 7      | USA                     | –    | 1      | 5      | 6      |
| 8      | Kolumbien               | –    |        | –      | 1      |
|        | Peru                    | –    |        | –      | 1      |
|        | Puerto Rico             | –    |        | –      | 1      |
| 11     | Chile                   | –    | –      | 2      | 2      |
| 12     | Brasilien               | –    | –      | 1      | 1      |
|        | Guatemala               | –    | –      | 1      | 1      |
| Gesamt | Gesamt                  | 8    | 8      | 16     | 32     |